# Kabinett Ramadier I

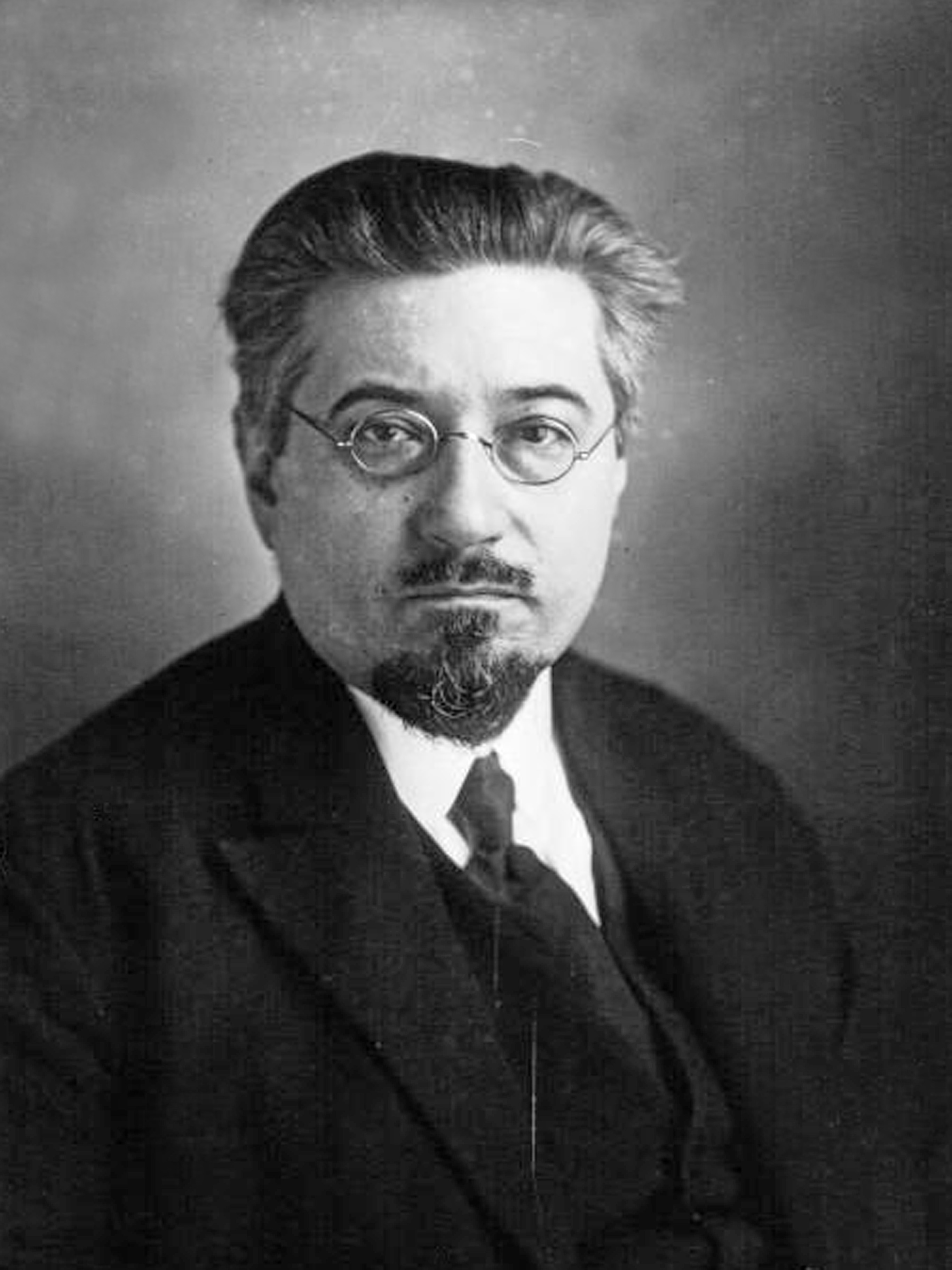
Paul Ramadier war 1947 Premierminister

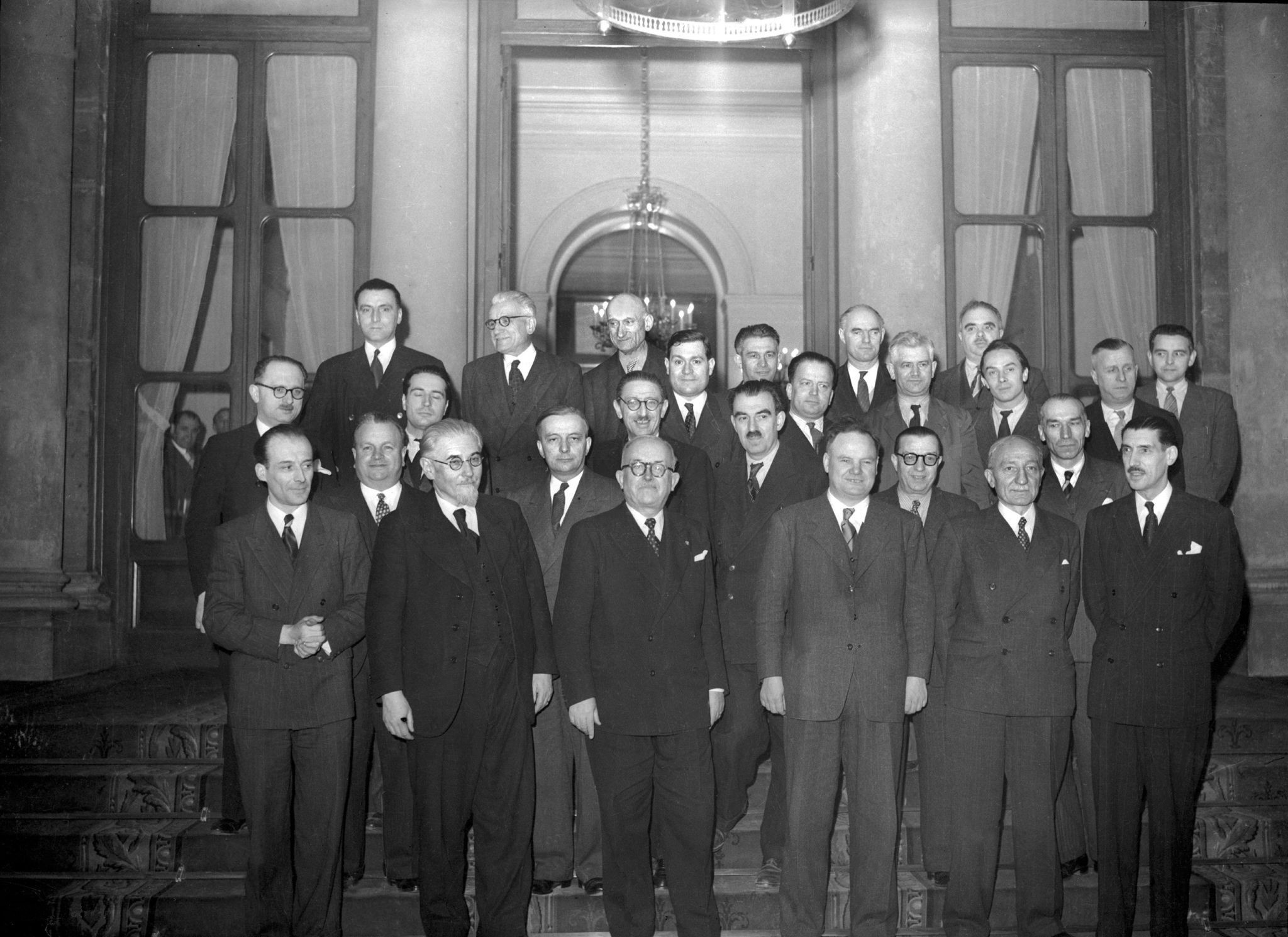
Kabinett Paul Ramadier I

Das erste Kabinett  Ramadier wurde in Frankreich am 22. Januar 1947 von Premierminister Paul Ramadier während der Amtszeit von Staatspräsident Vincent Auriol gebildet und löste das Kabinett Blum III ab. Am 22. Oktober 1947 wurde das Kabinett vom Kabinett Ramadier II abgelöst. Dem Kabinett gehörten Vertreter von Section française de l’Internationale ouvrière (SFIO), Mouvement républicain populaire (MRP), Parti communiste français (PCF), Parti républicain, radical et radical-socialiste (PRS), Républicains indépendants (RI) und Union démocratique et socialiste de la Résistance (UDSR) an.

## Minister
Dem Kabinett gehörten folgende Minister an:
| Amt                                                                                                | Name                            | Beginn der Amtszeit         | Ende der Amtszeit            |
| -------------------------------------------------------------------------------------------------- | ------------------------------- | --------------------------- | ---------------------------- |
| Premierminister                                                                                    | Paul Ramadier                   | 22. Januar 1947             | 22. Oktober 1947             |
| Staatsminister, Vize-Premierminister                                                               | Maurice Thorez                  | 22. Januar 1947             | 4. Mai 1947                  |
| Staatsminister, Vize-Premierminister                                                               | Pierre-Henri Teitgen            | 22. Januar 1947             | 22. Oktober 1947             |
| Staatsminister, Präsident des Planungsrates                                                        | Félix Gouin                     | 22. Januar 1947             | 22. Oktober 1947             |
| Staatsminister                                                                                     | Yvon Delbos                     | 22. Januar 1947             | 22. Oktober 1947             |
| Staatsminister                                                                                     | Marcel Roclore                  | 22. Januar 1947             | 22. Oktober 1947             |
| Siegelbewahrer, Justizminister                                                                     | André Marie                     | 22. Januar 1947             | 22. Oktober 1947             |
| Außenminister                                                                                      | Georges Bidault                 | 22. Januar 1947             | 22. Oktober 1947             |
| Innenminister                                                                                      | Édouard Depreux                 | 22. Januar 1947             | 22. Oktober 1947             |
| Minister für nationale Verteidigung                                                                | François Billoux Yvon Delbos    | 22. Januar 1947 4. Mai 1947 | 4. Mai 1947 22. Oktober 1947 |
| Kriegsminister                                                                                     | Paul Coste-Floret               | 22. Januar 1947             | 22. Oktober 1947             |
| Marineminister                                                                                     | Louis Jacquinot                 | 22. Januar 1947             | 22. Oktober 1947             |
| Luftfahrtminister                                                                                  | André Maroselli                 | 22. Januar 1947             | 22. Oktober 1947             |
| Finanzminister                                                                                     | Robert Schuman                  | 22. Januar 1947             | 22. Oktober 1947             |
| Minister für nationale Wirtschaft                                                                  | André Philip                    | 22. Januar 1947             | 22. Oktober 1947             |
| Minister für öffentliche Arbeiten und Verkehr                                                      | Jules Moch                      | 22. Januar 1947             | 22. Oktober 1947             |
| Minister für Wiederaufbau und Stadtplanung                                                         | Charles Billoux Jean Letourneau | 22. Januar 1947 9. Mai 1947 | 4. Mai 1947 22. Oktober 1947 |
| Handelsminister                                                                                    | Jean Letourneau                 | 22. Januar 1947             | 11. August 1947              |
| Minister für Industrie und Handel                                                                  | Robert Lacoste                  | 11. August 1947             | 22. Oktober 1947             |
| Landwirtschaftsminister                                                                            | François Tanguy-Prigent         | 22. Januar 1947             | 22. Oktober 1947             |
| Minister für industrielle Produktion                                                               | Robert Lacoste                  | 22. Januar 1947             | 11. August 1947              |
| Minister für nationale Bildung                                                                     | Marcel-Edmond Naegelen          | 22. Januar 1947             | 22. Oktober 1947             |
| Minister für die Überseegebiete                                                                    | Marius Moutet                   | 22. Januar 1947             | 11. August 1947              |
| Minister für Arbeit und soziale Sicherheit                                                         | Ambroise Croizat Daniel Mayer   | 22. Januar 1947 9. Mai 1947 | 4. Mai 1947 22. Oktober 1947 |
| Minister für öffentliche Gesundheit und Bevölkerung                                                | Georges Marrane Robert Prigent  | 22. Januar 1947 9. Mai 1947 | 4. Mai 1947 22. Oktober 1947 |
| Minister für Veteranen und Kriegsopfer                                                             | François Mitterrand             | 22. Januar 1947             | 22. Oktober 1947             |
| Minister für Jugend, Kunst und Literatur                                                           | Pierre Bourdan                  | 22. Januar 1947             | 22. Oktober 1947             |
| Präsident des Rates für Post, Telegrafie und Telefonie Minister für Post, Telegrafie und Telefonie | Félix Gouin Eugène Thomas       | 6. Februar 1947 9. Mai 1947 | 9. Mai 1947 22. Oktober 1947 |
| Hoher Kommissar für Versorgung                                                                     | Georges Rasrel                  | 14. März 1947               | 14. Juni 1947                |
| Generalsekretär für Lebensmittel                                                                   | Jean Baylet                     | 22. Januar 1947             | 14. Juni 1947                |